# Mistrzostwa Europy w pétanque
Mistrzostwa Europy w pétanque – turniej pod patronem Europejskiej Konfederacji Pétanque wyłaniający najlepszy zespół, reprezentujący swój kraj. Mistrzostwa organizowane są od roku 1997 w konkurencji klubowej. W 1998 r. po raz pierwszy odbyły się Mistrzostwa Europy Juniorów, w 2005 Mistrzostwa Europy Kobiet, a od 2009 Mistrzostwa Europy Seniorów. Mistrzostwa Europy seniorów, kobiet i juniorów rozgrywane są co 2 lata.

Dodatkowo od 2007 odbywają się Młodzieżowe Mistrzostwa Europy w kategorii kobiet i mężczyzn.

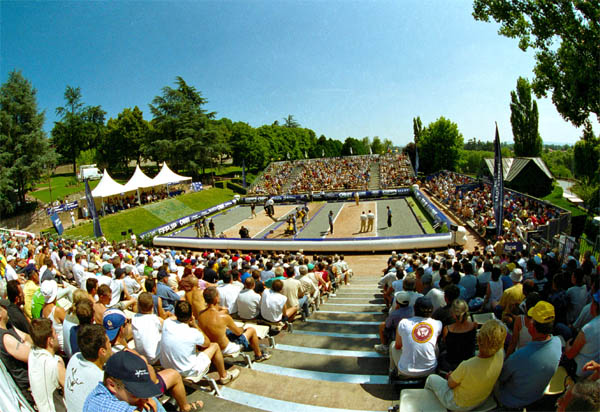
Arena Mistrzostw Europy w pétanque

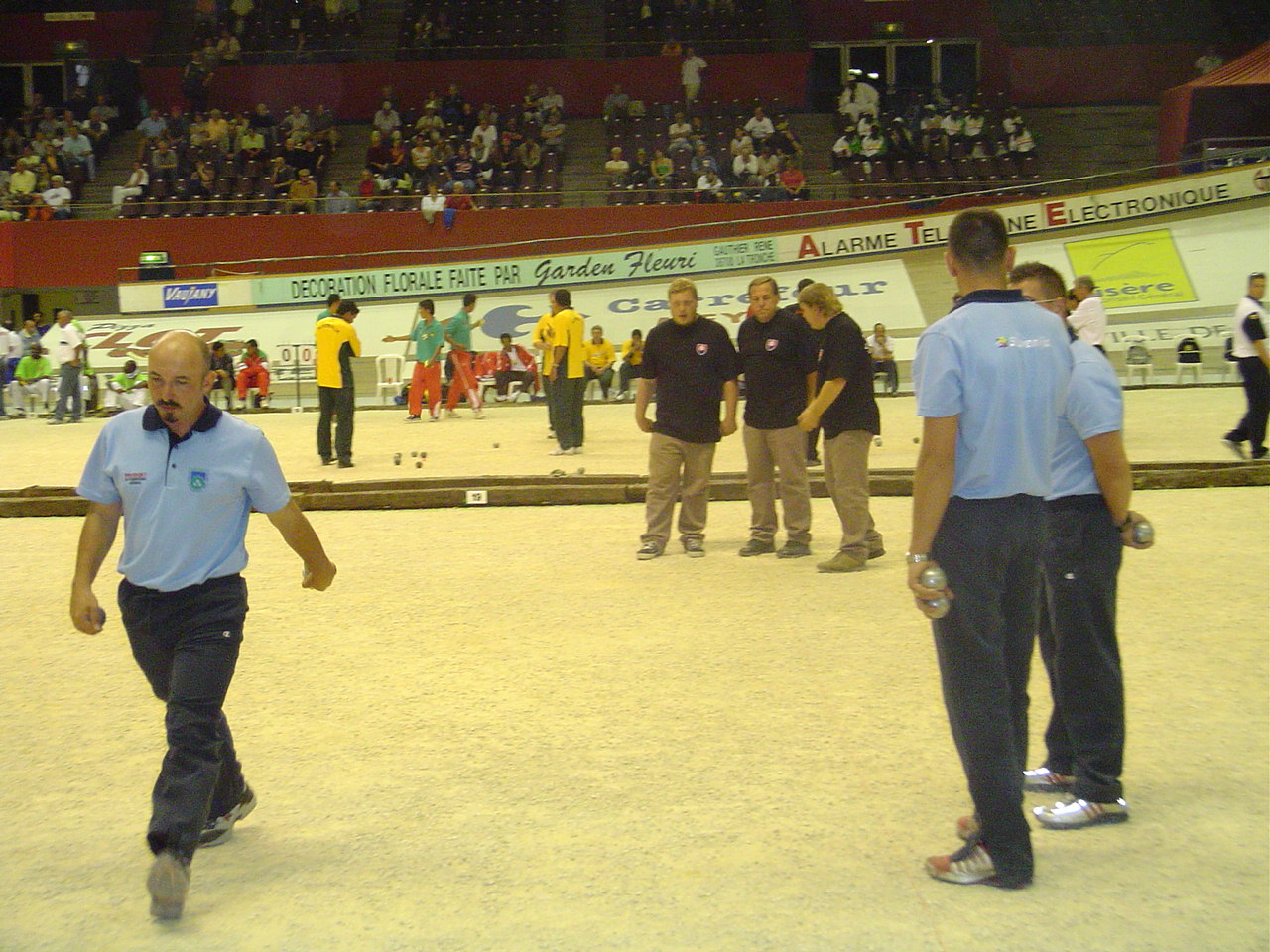
Mecz reprezentacji Słowenii na Mistrzostwach Europy w pétanque

## Historia[2]

### CEP
W latach 90. Karsten Köhler, będący w tamtym okresie prezesem Niemieckiej Federacji Pétanque (DPV), wraz z Flemmingem Jensinem prezesem Duńskiej Federacji Pétanque (DPF) jako pierwsi dostrzegli dotychczasowy system rozgrywek międzynarodowych jako problem do rozwiązania. Doszli do wniosku, iż niesprawiedliwością jest organizowanie turnieju rangi światowej kobiet i juniorów co dwa lata. Na bazie współpracy przy organizacji mistrzostw państw basenu Morza Północnego pojawił się pomysł i pierwsza możliwość zbudowania federacji europejskiej. Międzynarodowe zawody paneuropejskie miały odbywać się co dwa lata – naprzemiennie z Mistrzostwami świata. Wyjątkiem były (i miały pozostać) Klubowe Mistrzostwa Europy w pétanque, zwane Euro CUP. Ich celem było coroczne wyłanianie najlepszego klubu starego kontynentu. Zawody, te nie były z założenia przeznaczone dla reprezentacji narodowych, a jedynie dla pojedynczych klubów z państw europejskich. Karsten Köhler i Flemming Jensin z biegiem czasu zostali poprzez swoje zabiegi dostrzeżeni przez Francuską Federację, która chciała wspierać takie działania. W styczniu 1999 roku w Strasburgu powstała Europejska Konfederacja Pétanque(CEP), która miała na celu organizację Mistrzostw Europy. Utworzenie CEP-u było bardzo wielkim krokiem ku szerzeniu pétanque na starym kontynencie. W sezonie 2011 Konfederacja zrzeszała już 37 federacji narodowych.

### Kluby
W 1997 roku Jan Sjölander ze Szwecji i Flemming Jensin zapoczątkowali Euro-Cup dla drużyn klubowych. Finały tychże mistrzostw rozgrywane były już w 1998 roku w Danii

### Juniorzy
Ci sami Panowie rok później zaprosili zespoły do pewnego rodzaju Mistrzostw Europy Juniorów, które miały miejsce we Francji, w mieście Dijon. Jednak pierwsze oficjalne zawody dla tej kategorii odbyły się dwa lata później w Belgii, gdzie bardzo dużym wsparciem wykazała się Belgijska Federacja Pétanque.

### Kobiety
W 2001 w Strasburgu odbyły się pierwsze Mistrzostwa Europy Kobiet, których organizatorem była Francuska Federacja Petanque.

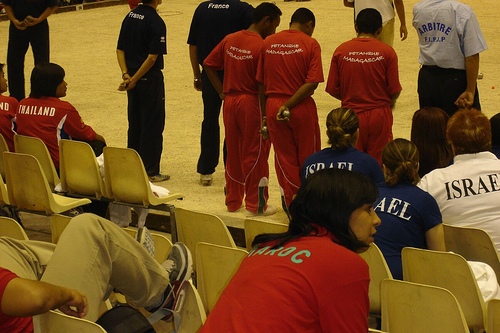
Mistrzostwa Kobiet i Mężczyzn

### Młodzieżowcy
W 2005 podczas Mistrzostw Europy kobiet w Danii, Zarząd CEP-u przedstawił plan organizacji nowego mistrzowskiego turnieju. Chodziło o turniej dla młodzieży w wieku 18–22 lat, którym miał zapewnić możliwość kontynuacji w grach o najwyższe cele. Gracz który skończył 18 lat, nie mógł brać już udziału w kategorii juniorskiej, niestety w tym wieku większość zawodników nie posiadała odpowiednio dużego doświadczenia, aby przejść do reprezentacji w kategorii seniorskiej. Pomysł zainteresował większość federacji i tak w 2007 zorganizowane zostały pierwsze Młodzieżowe Mistrzostwa Europy, za równo dla kobiet, jak i mężczyzn – finały rozegrane zostały na początku 2008 we Francji.

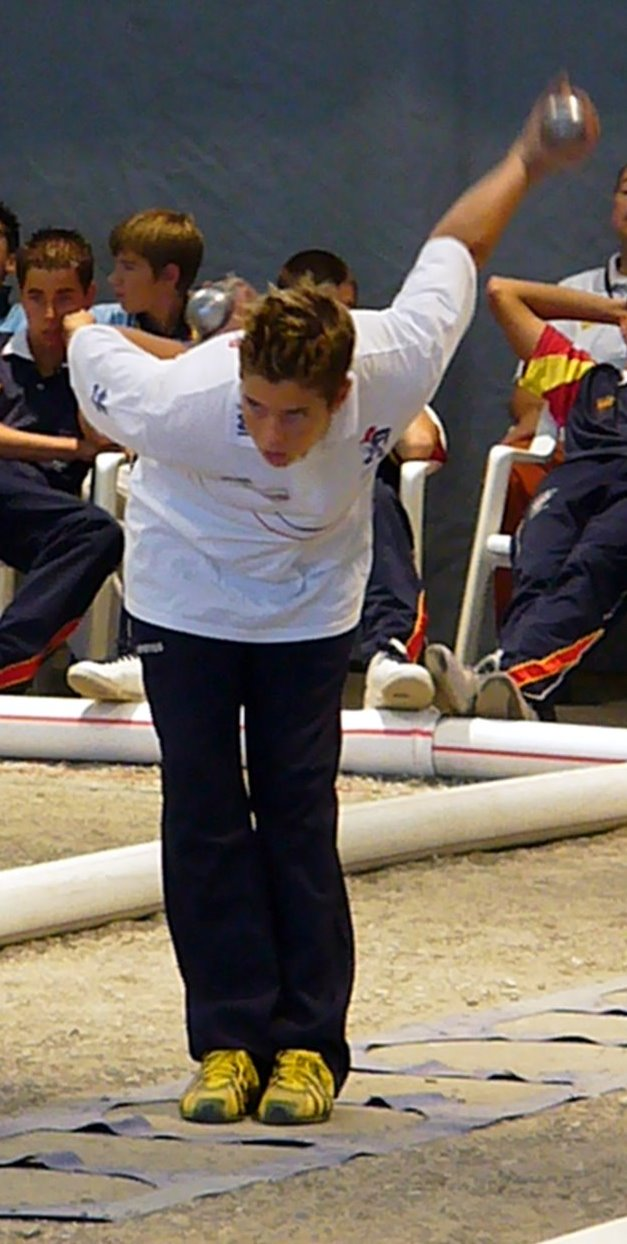
strzał precyzyjny

### Seniorzy
W 2009 roku również po rozmowach członkowskich CEP-u, zarząd wprowadził Pierwsze Mistrzostwa Europy Seniorów, które odbyły się w Nicei, Francja (2009). Decyzja ta zbiegła się z decyzją FIPJP, która miała ograniczyć Mistrzostwa Świata do kwalifikacji Kontynentalnej. Europa ma możliwość wystawienia 24 państw i tak Mistrzostwa Europy Mężczyzn stały się kwalifikacją na Mistrzostwa Świata.

### Strzał precyzyjny
Po raz pierwszy konkurencja wprowadzona w 2000 roku podczas organizacji Mistrzostw Świata Seniorów w Portugalii. Konkurencja ta miała na celu sprawdzenie skuteczności strzelca, a także co ważniejsze przyciągnąć oko widza. W tej konkurencji może brać udział tylko jeden reprezentant z każdego kraju. W następnych trzech latach wprowadzono również tę konkurencje na Mistrzostwach Świata kobiet oraz juniorów, ale także na Mistrzostwach Europy. Po raz pierwszy konkurs strzału precyzyjnego na ME kobiet rozegrano w 2003, a juniorów w 2002. Od tamtego czasu konkurs ten stanowi jeden z głównych punktów zawodów, albowiem jest to bardzo prestiżowy konkurs, w którym startują najlepsi strzelcy/strzelczynie.

## Zespół
Mistrzostwa Europy rozgrywane są w kategorii tripletów, czyli gier potrójnych. Każdy z zawodników dysponuje po dwie kule i przypisany jest do odpowiedniej pozycji (dostawiający, środkowy lub strzelec).
W EuroCUP, prócz tripletów odbywają się pojedynki dubletów. Mecz składa się z 5 pojedynków w następującej kombinacji:
- triplet mikst – triplet mikst (w składzie musi grać kobieta)
- triplet dowolny – triplet dowolny
- dublet mikst – dublet mikst
- dublet dowolny – dublet dowolny
- dublet dowolny – dublet dowolny

Konkurs strzału precyzyjnego reprezentowany jest wyłącznie przez jednego, wytypowanego gracza każdego kraju. Wyjątkiem jest zdobywca poprzedniego tytułu mistrza europy.

## Mistrzostwa Europy seniorów[3]

### Triplety
| Rok  | Miejsce rozegrania | Złoto                                                                          | Srebro                                                                  | Brąz |
| ---- | ------------------ | ------------------------------------------------------------------------------ | ----------------------------------------------------------------------- | --- |
| 2009 | Nicea, Francja     | Francja 2 Henri Lacroix, Bruno Leboursicaud, Philippe Suchaud, Thierry Grandet | Hiszpania Francisco Palazo, Manuel Romero, Victor Garcia, Antonio Lopez | Francja 1 Philippe Quintais, Michel Loy, Stéphane Robineau, Christophe Sarrio Dania Soren Bentzen, Emil Petersen, Eric Geraci, Morten Saxild Hansen        |
| 2011 | Göteborg, Szwecja  | Francja Michel Loy, Kevin Malbec, Dylan Rocher, Jean-Michel Puccinelli         | Monako Franck Millo, Eric Motte, Philippe Perez, Nicolas Riviere        | Włochy Fabrizio Bottero, Fabio Dutto, Walter Torre, Luca Zocco Hiszpania Ignacio Egea, Francisco Javier Flores, Juan Antonio Jimenez, Roberto Carlos Lopez |

#### Klasyfikacja medalowa
| Miejsce | Kraj      | Złoto | Srebro | Brąz | Suma |
| ------- | --------- | ----- | ------ | ---- | ---- |
| 1       | Francja   | 2     | 0      | 1    | 3    |
| 2       | Hiszpania | 0     | 1      | 1    | 2    |
| 3       | Monako    | 0     | 1      | 0    | 1    |
| 4       | Włochy    | 0     | 0      | 1    | 1    |
|         | Dania     | 0     | 0      | 1    | 1    |

### Strzał precyzyjny
| Rok  | Miejsce rozegrania | Złoto                 | Srebro                    | Brąz                                                  |
| ---- | ------------------ | --------------------- | ------------------------- | ----------------------------------------------------- |
| 2009 | Nicea, Francja     | Belgia Charles Weibel | Francja Philippe Quintais | Szwecja Richard Nilsson Szwajcaria Didier Sénezergues |
| 2011 | Göteborg, Szwecja  | Francja Dylan Rocher  | Portugalia Hugo Dores     | Holandia Wietse van Keulen Hiszpania Veiko Proos      |

#### Klasyfikacja medalowa
| Miejsce | Kraj       | Złoto | Srebro | Brąz | Suma |
| ------- | ---------- | ----- | ------ | ---- | ---- |
| 1       | Francja    | 1     | 1      | 0    | 2    |
| 2       | Belgia     | 1     | 0      | 0    | 1    |
| 3       | Portugalia | 0     | 1      | 0    | 1    |
| 4       | Szwecja    | 0     | 0      | 1    | 1    |
|         | Szwajcaria | 0     | 0      | 1    | 1    |
|         | Holandia   | 0     | 0      | 1    | 1    |
|         | Hiszpania  | 0     | 0      | 1    | 1    |

## Mistrzostwa Europy kobiet[4]

### Triplety
| Rok  | Miejsce rozegrania | Złoto                                                                                 | Srebro                                                                              | Brąz |
| ---- | ------------------ | ------------------------------------------------------------------------------------- | ----------------------------------------------------------------------------------- | --- |
| 2001 | Strasburg, Francja | Francja Angélique Papon, Ranya Kouadri, Florence Schopp, Cynthia Quennehen            | Hiszpania                                                                           | Wielka Brytania |
| 2003 | Rastatt, Niemcy    | Hiszpania Jerónima Ballesta, Yolanda Matarranz, Maria José Diaz, Maria José Perez     | Francja Angélique Papon, Florence Schopp, Chantal Salaris, Cynthia Quenehen         | Niemcy Gudrun Deterding, Lara Eble, Daniela Thelen, Susanne Fleckenstein Belgia Cindy Bergiers, Paulette Doore, Linda Goblet, Carine Stevens               |
| 2005 | Odense, Dania      | Francja Angélique Papon, Marie Christin Virebayre, Evelyne Lozano, Cynthia Quennehen  | Hiszpania Jerónima Ballesta, Verónica Martinez, Yolanda Matarranz, María José Perez | Belgia Nancy Barzin, Paulette Doore, Linda Goblet, Oscarine Stevens Szwecja Linda Bengtsson, Matilda Boström, Lotta Larsson, Ingrid Wahlbin                |
| 2007 | Ankara, Turcja     | Szwecja Jessica Johansson, Lotta Larsson, Sara Lindelof, Lotta Bromer                 | Czechy Alis Hancova, Lucie Klusova, Hana Srubarova, Romana Vokrouhlikova            | Holandia Marina Blom, Katie Bosch, Karin Rudolfs, Karin Zantingh Włochy Jaqueline Grosso, Irma Giraudo, Barbara Beccaria, Serena Sacco                     |
| 2010 | Lublana, Słowenia  | Francja Angelique Papon, Anna Maillard, Ludivine D’Isidoro, Marie-Christine Virebayre | Dania Camilla Svensson, Maria Sonasson, Mia Carlsson, Tina Bach Poulsen             | Niemcy Indra Waldbüsser, Carolin Birkmeyer, Muriel Hess, Susi Fleckenstein Hiszpania Aurelia Blazquez, Silvia Garces, Veronica Martinez, Yolanda Matarranz |

#### Klasyfikacja medalowa
| Miejsce | Kraj            | Złoto | Srebro | Brąz | Suma |
| ------- | --------------- | ----- | ------ | ---- | ---- |
| 1       | Francja         | 3     | 1      | 0    | 4    |
| 2       | Hiszpania       | 1     | 2      | 1    | 4    |
| 3       | Szwecja         | 1     | 0      | 1    | 2    |
| 4       | Czechy          | 0     | 1      | 0    | 1    |
|         | Dania           | 0     | 1      | 0    | 1    |
| 6       | Belgia          | 0     | 0      | 2    | 2    |
|         | Niemcy          | 0     | 0      | 2    | 2    |
| 8       | Włochy          | 0     | 0      | 1    | 1    |
|         | Wielka Brytania | 0     | 0      | 1    | 1    |
|         | Holandia        | 0     | 0      | 1    | 1    |

### Strzał precyzyjny
| Rok  | Miejsce rozegrania | Złoto                    | Srebro                     | Brąz                                              |
| ---- | ------------------ | ------------------------ | -------------------------- | ------------------------------------------------- |
| 2003 | Rastatt, Niemcy    | Francja Cynthia Quenehen | Holandia Karin Zantingh    | Szwajcaria Ludvine Maître Belgia Carine Stevens   |
| 2005 | Odense, Dania      | Francja Angélique Papon  | Szwajcaria Ludivine Maître | Finlandia Tarja Roslöf Holandia Karin Rudolfs     |
| 2007 | Ankara, Turcja     | Holandia Karin Rudolfs   | Hiszpania Ines Rosario     | Niemcy Anna Lazaridis Francja Angélique Papon     |
| 2010 | Lublana, Słowenia  | Francja Angelique Papon  | Izrael Sivan Siri          | Czechy Lucie Venclova Hiszpania Yolanda Mattaranz |

#### Klasyfikacja medalowa
| Miejsce | Kraj      | Złoto | Srebro | Brąz | Suma |
| ------- | --------- | ----- | ------ | ---- | ---- |
| 1       | Francja   | 3     | 0      | 1    | 4    |
| 2       | Holandia  | 1     | 1      | 1    | 3    |
| 3       | Hiszpania | 0     | 1      | 1    | 2    |
|         | Szwecja   | 0     | 1      | 1    | 2    |
| 5       | Izrael    | 0     | 1      | 0    | 1    |
| 6       | Belgia    | 0     | 0      | 1    | 1    |
|         | Niemcy    | 0     | 0      | 1    | 1    |
|         | Czechy    | 0     | 0      | 1    | 1    |
|         | Finlandia | 0     | 0      | 1    | 1    |
|         |           | 0     | 0      | 1    | 1    |

## Mistrzostwa Europy juniorów[5]

### Triplety
| Rok  | Miejsce rozegrania    | Złoto                                                                                       | Srebro                                                                             | Brąz |
| ---- | --------------------- | ------------------------------------------------------------------------------------------- | ---------------------------------------------------------------------------------- | --- |
| 1998 | Dijon, Francja        | Francja Ludovic Labrue, Nicolas Tavian, Cédric Le Foll, M. Rognon, E. Royer, Fabien Sauvage | Hiszpania                                                                          | Belgia |
| 2000 | Liège, Belgia         | Belgia Fabrice Uytterhoeven, Yannick Collaiocco, Jérémy Pardoen, Julien Goblet              | Włochy Simon Salto, Daniele Ghigliazza, Silvio Squarciafichi, Fabrizio Ellena      | Francja Sébastien Boissel, Romain Scultore, Richard Mondillon, Florent Montoya |
| 2002 | La Louvière, Belgia   | Belgia 2 Patrick van Meerbeck, Brecht Claes, Jérémy Pardoen, Robin Henderycks               | Włochy Andrea Dalmasso, Daniele Ghigliazza, Simon Salzo, Silvi Squarciafichi       | Francja Michaël Jacquet, Maison Durk, Ludovic Castagne, Mathieu Charpentier |
| 2004 | Dudelange, Luksemburg | Francja Tony Perret, Angy Savin, Jérémy Darodes,Mickaël Jacquet                             | Hiszpania Javier Hildago, Sergio Julin Muños, Abel Fernandez, Jose Luis Piñero     | Dania Eric Geraci, Marc Geraci, Anders Erlandsen, Dennis Steffensen Szwecja Victor von Roggers Patron, Tonny van Houtem, Alexander Lindquist, Leo Brod Björk                            |
| 2006 | Martigny, Szwajcaria  | Francja Kévin Malbec, Dylan Rocher, Jean Feltain, Florent Coutanson                         | Hiszpania Oscar Rodrigo, Oscar Alberola, José David Fernandez, Fernando José Perez | Włochy Gabriele Allio, Gianluca Berno, Florian Cometto, David Martino Szwajcaria 2 Fabian Ronzel, Simon Caillat, Fabien Rotzetter, Yohan Bourgeois                                      |
| 2008 | Nieuwegein, Holandia  | Francja Dylan Rocher, Vianney Moureau-Fontan, Gaetan Blaszczak, Florent Coutanson           | Włochy Diego Rizzi, Mattia Chiapello, Alessio Farina, Mattia Balestra              | Hiszpania Francisco Bernabe Guillen, Pedro Luis Garcia Lison, Juan Carlos Sogorb Mancheno, Marc Diaz Martinez Holandia 1 Davey Koojiman, Joey van Doorn, Kees Koogje, Tom van der Voort |
| 2010 | Montauban, Francja    | Hiszpania José Luis Guash, Manuel Higinio Romero, José Gomez Guerrero, José Fernandez Valor | Francja 1 Gueven Rocher, Mendy Rocher, Baptiste Rousseau, Amourette Logan          | Włochy Diego Rizzi, Matteo Rei, Alessandro Basso, Gian-Luca Brondino Szwecja Nanna Bostrom, Alexander Norin, Niklas Carlen, Daniel Eriksson                                             |

#### Klasyfikacja medalowa
| Miejsce | Kraj       | Złoto | Srebro | Brąz | Suma |
| ------- | ---------- | ----- | ------ | ---- | ---- |
| 1       | Francja    | 4     | 1      | 2    | 7    |
| 2       | Belgia     | 2     | 0      | 1    | 3    |
| 3       | Hiszpania  | 1     | 3      | 1    | 5    |
| 4       | Włochy     | 0     | 1      | 1    | 2    |
| 5       | Szwecja    | 0     | 0      | 2    | 2    |
| 6       | Holandia   | 0     | 0      | 1    | 1    |
|         | Szwajcaria | 0     | 0      | 1    | 1    |
|         | Dania      | 0     | 0      | 1    | 1    |

### Strzał precyzyjny
| Rok  | Miejsce rozegrania    | Złoto                        | Srebro                       | Brąz                                            |
| ---- | --------------------- | ---------------------------- | ---------------------------- | ----------------------------------------------- |
| 2002 | La Louvière, Belgia   | Monako Benjamin Debos        | Włochy Simon Salto           | Niemcy Patrick Béton Szwajcaria Jimmy Bondallaz |
| 2004 | Dudelange, Luksemburg | Francja Jérémy Darodes       | Szwajcaria Justin Metrailler | Dania Eric Geraci Hiszpania Abel Fernandez      |
| 2006 | Martigny, Szwajcaria  | Francja Dylan Rocher         | Belgia Michael Bonvoisin     | Dania GDennis Steffensen Izrael Adar Redlinger  |
| 2008 | Nieuwegein, Holandia  | Hiszpania Juan Carlos Sogorb | Włochy Mattia Chiapello      | Szwecja Alexander Norin Francja Dylan Rocher    |
| 2010 | Montauban, Francja    | Szwecja Alexander Norin      | Holandia Tom van der Voort   | Monako Pierre Luchesi Włochy Diego Rizzi        |

#### Klasyfikacja medalowa
| Miejsce | Kraj       | Złoto | Srebro | Brąz | Suma |
| ------- | ---------- | ----- | ------ | ---- | ---- |
| 1       | Francja    | 2     | 0      | 2    | 3    |
| 2       | Szwecja    | 1     | 0      | 1    | 2    |
|         | Hiszpania  | 1     | 0      | 1    | 2    |
|         | Monako     | 1     | 0      | 1    | 2    |
| 5       | Włochy     | 0     | 2      | 1    | 3    |
| 6       | Szwajcaria | 0     | 1      | 1    | 2    |
| 7       | Holandia   | 0     | 1      | 0    | 1    |
|         | Belgia     | 0     | 1      | 0    | 1    |
| 9       | Dania      | 0     | 0      | 2    | 2    |
| 10      | Niemcy     | 0     | 0      | 1    | 1    |
|         | Izrael     | 0     | 0      | 1    | 1    |

## Młodzieżowe Mistrzostwa Europy[6]

### Kobiety
| Rok  | Złoto                                                                      | Srebro                                                                   | Brąz |
| ---- | -------------------------------------------------------------------------- | ------------------------------------------------------------------------ | --- |
| 2008 | Francja Emilie Fernandez, Nadège Baussian, Ludivine d’Isidoro, Nelly Peyre | Niemcy Julia Würthle, Anna Lazaridis, Muriel Hess, Judith Berganski      | Dania Belgia |
| 2009 | Niemcy Julia Würthle, Anna Lazaridis, Muriel Hess, Judith Berganski        | Francja Anna Maillard, Nadège Baussian, Ludivine d’Isidoro, Kelly Fuches | Szwecja Lisa Claesson, Jannica Nilsson, Jessica Johansson, Matilda Boström Hiszpania Carmen Escagedo, Sandra Garcia, Eva Lisbona, Jennifer Lopez |

### Mężczyźni
| Rok  | Złoto                                                                      | Srebro                                                                                              | Brąz |
| ---- | -------------------------------------------------------------------------- | --------------------------------------------------------------------------------------------------- | --- |
| 2008 | Francja Jérémy Darodes, Mathieu Charpentier, Mickaël Jacquet, Jean Feltain | Hiszpania Jesus Perez Martin, Javier Hidalgo Arenas, Oscar Alberola Marques, Abel Fernandes Tortosa | Holandia Bran Bookelaer, Lars Dolmans, Dirk Jan van Mourik, Belgia Julien Chardon, Kévin Mievis, Didier van Zeebroek,                     |
| 2009 | Francja Jérémy Darodes, Dylon Rocher, Mickaël Jacquet, Jean Feltain        | Hiszpania Jesus Perez Martin, Javier Hidalgo Arenas, Oscar Alberola Marques, Abel Fernandes Tortosa | Niemcy Micha Abdul, Zeki Engin, Jannik Schaake, Florian Korsch Włochy Alessandro Parola, Matteo Berno, Fabrizio Bottero, Mattia Chiapello |

#### Klasyfikacja medalowa
| Miejsce | Kraj      | Złoto | Srebro | Brąz | Suma |
| ------- | --------- | ----- | ------ | ---- | ---- |
| 1       | Francja   | 3     | 1      | 0    | 4    |
| 2       | Niemcy    | 1     | 1      | 1    | 3    |
| 3       | Hiszpania | 0     | 2      | 1    | 3    |
| 4       | Belgia    | 0     | 0      | 2    | 2    |
| 5       | Włochy    | 0     | 0      | 1    | 1    |
|         | Holandia  | 0     | 0      | 1    | 1    |
|         | Belgia    | 0     | 0      | 1    | 1    |
|         | Dania     | 0     | 0      | 1    | 1    |

## Klubowe Mistrzostwa Europy[7]

### Triplety
| Rok  | Miejsce rozegrania Finałów            | Złoto                               | Srebro                                | Brąz                                                      |
| ---- | ------------------------------------- | ----------------------------------- | ------------------------------------- | --------------------------------------------------------- |
| 1998 | Kopenhaga/Hvidovre, Dania             | Szwecja Nobel Pétanque Malmö        | Dania Hvidovre Petanque Klub          | Finlandia Helsinki Boule Wielka Brytania Gravesend R.F.C. |
| 1999 | Genewa, Szwajcaria                    | Szwajcaria La Pétanque Génevoise    | Szwecja Lindome BK                    | Niemcy Düsseldorf sur Place Dania Odense Petanque Klub    |
| 2000 | Genewa, Szwajcaria                    | Belgia PC Elite Brussels            | Szwajcaria La Pétanque Génevoise      | Szwecja BK Rövarekulan Wahlbin                            |
| 2001 | Bruksela/Woluwe-Saint-Lambert, Belgia | Francja Groupe Nicollin Montpellier | Belgia PC Elite Brussels              | Niemcy 1.PC Viernheim                                     |
| 2002 | Montpellier, Francja                  | Francja Groupe Nicollin Montpellier | Włochy S.B. Valle Maira Dronero       | Szwajcaria La Pétanque Génevoise                          |
| 2003 | Montpellier, Francja                  | Francja Groupe Nicollin Montpellier | Francja Marais Montluçon              | Szwecja Ekeby Boulesällskap                               |
| 2004 | Rastatt, Niemcy                       | Francja D.U.C. Nice                 | Belgia PC Auderghem St-Anne Brussels  | Włochy S.B. Valle Maira Dronero                           |
| 2005 | Nicea, Francja                        | Francja Star Masters Barbizon-Paris | Francja D.U.C. Nice                   | Belgia PC Joli-Bois Brussels                              |
| 2006 | Lons-le-Saunier, Francja              | Belgia PC Joli-Bois Brussels        | Francja Star Masters Barbizon-Paris   | Francja D.U.C. Nice                                       |
| 2007 | Rastatt, Niemcy                       | Włochy Anpi Molassana-Casellese     | Belgia PC Auderghem St-Anne Brussels  | Niemcy 1. PC Viernheim                                    |
| 2008 | Genua, Włochy                         | Francja D.U.C. de Nice              | Belgia PC Auderghem St-Anne Bruxelles | Szwecja Coccinelle PC Malmö                               |
| 2009 | Nicea, Francja                        | Francja D.U.C. de Nice              | Francja Marais Montluçon              | Włochy Bocciofila Valle Maira                             |
| 2010 | Nicea, Francja                        | Francja D.U.C. de Nice              | Francja CMO Bassens                   | Monako Club Bouliste Monégasque                           |
| 2011 | Belvaux-Metzerlach, Luksemburg        | Monako Club Bouliste Monegasque     | Francja D.U.C. de Nice                | Luksemburg Peta-Boules Schifflange                        |

#### Klasyfikacja medalowa
| Miejsce | Kraj            | Złoto | Srebro | Brąz | Suma |
| ------- | --------------- | ----- | ------ | ---- | ---- |
| 1       | Francja         | 8     | 6      | 1    | 15   |
| 2       | Belgia          | 2     | 4      | 1    | 7    |
| 3       | Szwecja         | 1     | 1      | 3    | 5    |
| 4       | Włochy          | 1     | 1      | 2    | 4    |
| 5       | Szwajcaria      | 1     | 1      | 1    | 3    |
| 6       | Monako          | 1     | 0      | 1    | 2    |
| 7       | Dania           | 0     | 1      | 1    | 2    |
| 8       | Niemcy          | 0     | 0      | 3    | 3    |
| 9       | Wielka Brytania | 0     | 0      | 1    | 1    |
|         | Finlandia       | 0     | 0      | 1    | 1    |
|         | Luksemburg      | 0     | 0      | 1    | 1    |